# شاندلر (كيبك)
شاندلر (بالإنجليزية: Chandler, Quebec)‏ هي بلدية محلية في كيبيك تقع في كندا في Le Rocher-Percé Regional County Municipality. يقدر عدد سكانها بـ 7,703 نسمة ومساحتها 435.50 كم2 .

## أعلام
- بيتر ألفرد سوتون